# IC 3615
IC 3615 је спирална галаксија у сазвјежђу Береникина коса која се налази на листи објеката дубоког неба у Индекс каталогу.
Деклинација објекта је + 18° 12' 3" а ректасцензија 12h 39m 1,6s. Привидна величина (магнитуда) објекта IC 3615 износи 14,8 а фотографска магнитуда 15,5. IC 3615 је још познат и под ознакама UGC 7815, MCG 3-32-79, CGCG 99-104, PGC 42306.